# هنبرگ (تورینگن)
هنبرگ (به آلمانی: Henneberg) یک شهر در آلمان است که در تورینگن واقع شده‌است. هنبرگ ۶۷۰ نفر جمعیت دارد.